# AN/USQ-20

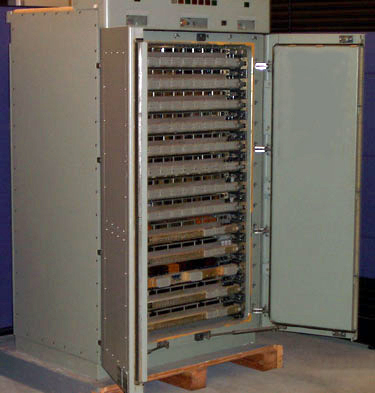
Компьютер AN/USQ-20

AN/USQ-20 — стандартный компьютер, используемый в NTDS. Разработан как более совершенная реализация прототипа AN/USQ-17 с той же системой команд. Первая партия из 17 компьютеров была поставлена флоту в начале 1961 года.
Модификации AN/USQ-20 использовались в других военных ведомствах и НАСА под названием UNIVAC 1206. Другая версия этого компьютера, названная G-40, заменила ламповый компьютер UNIVAC 1104, использовавшийся в ракетной программе BOMARC.

## Описание
По размеру и форме компьютер напоминал старомодный холодильник высотой 1,8 м.
Команда компьютера представляла собой 30-битовое слово следующего формата:
```
  f  6 бит   Код функции 
  j  3 бита  Условие программного перехода 
  k  3 бита  Признак частичного слова 
  b  3 бита  Код используемого индексного регистра
  y 15 бит   Адрес операнда в памяти
```

Числа кодировались 30-битовыми словами. 30-битовое слово могло также хранить пять 6-битовых алфавитно-цифровых символов.
Объём памяти на магнитных сердечниках составлял 32 768 слов.